# Tarphius depressus
Tarphius depressus es una especie de coleóptero de la familia Zopheridae.

## Distribución geográfica
Habita en las  islas Azores (Portugal).